# Rikke Wölck
Rikke Wölck, född 26 november 1954 i Nykøbing Mors, är en dansk skådespelare. Wölck har medverkat i TV-serier som Matador, Strisser på Samsø och Nikolaj och Julie. Hon är gift med skådespelaren Claus Bue.

## Filmografi i urval
- 1981-1982 - Matador (TV-serie)
- 1985 - Jane Horney (TV-serie)
- 1991 – Den stora badardagen
- 1992 – Russian Pizza Blues
- 1995 – Kun en pige
- 1997-1998 - Strisser på Samsø (TV-serie)
- 2000 – Italienska för nybörjare
- 2003 – Nikolaj och Julie (TV-serie)
- 2006 – Gröna hjärtan